# Федерация хоккея Узбекистана
Федера́ция хокке́я Узбекиста́на (узб. O'zbekiston xokkey federatsiyasi / Ўзбекистон хоккей федерацияси) — организация, занимающаяся в Узбекистане проведением соревнований по хоккею с шайбой, популяризацией и управлением этого вида спорта в Узбекистане. Изначально была организована в декабре 2013 года, но впоследствии не функционировала. С 2017 года Бахтиёр Фазылов выступает президентом Федерации хоккея Узбекистана. Это новый вид спорта, которого не было в стране больше 30 лет.. Была повторно создана 28 марта 2018 года. Член Международной федерации хоккея с шайбой с 26 сентября 2019 года. Основная цель Федерации – возродить хоккей и продвигать его, а также выйти на чемпионат мира по хоккею в 2025 году. 
В стране имеется 4 ледовых катка и 369 игроков (из них 113 — взрослых).
В числе первоочередных планах федерации, создание ледовых дворцов и катков в нескольких городах Узбекистана, в том числе в Ташкенте, Самарканде, Карши и Андижане. В течение пяти лет планируется налаживание необходимых условий для развития хоккея на льду в каждом из регионов страны, для того чтобы заинтересовать молодёжь заниматься хоккеем на льду, стимулировать создание хоккейных команд, и в результате возродить Чемпионат Узбекистана по хоккею с шайбой. По планам, в 2020 году планируется начать проведение чемпионата Узбекистана по хоккею с шайбой среди клубных команд в пяти возрастных категориях.
В столице Узбекистана, Ташкенте, построен крупный ледовый дворец «Хумо Арена», основная ледовая арена которого может вмещать до 12500 зрителей, а дополнительная ледовая арена — 300 зрителей. Кроме этого, 1 февраля 2019 года в развлекательном комплексе «Ice City» открылся ледовый каток «Frozen Lake» олимпийского стандарта с натуральным льдом, на котором с 8 февраля, по 16 апреля проводился первый Чемпионат Узбекистана по хоккею.
Самым известным хоккейным клубом в Узбекистане является ташкентский «Бинокор», основанный в 1971 году, который ещё в советское время участвовал в Первой лиге чемпионата СССР, а в некоторые сезоны во Второй лиге СССР. В 1988 году клуб был расформирован и возрожден только в 2013 году, для участия в созданной в том же году Узбекской хоккейной лиге (УХЛ), первый сезон которой не был продолжен после первого круга по неизвестным причинам.
Первая игра сборной Узбекистана против другой сборной произошла 14 января 2024 года в Казани.
13 апреля 2025 года в Ереване сборная Узбекистана провела свой первый матч в четвёртом дивизионе чемпионата мира. В этом матче со счётом 13:3 был обыгран Кувейт. Далее команда заняла первое место.